# Ypnasted
55°9′36″N 15°3′32″Ø / 55.16000°N 15.05889°Ø
Ypnasted var oprindeligt et fiskerleje beliggende på Bornholms nordkyst mellem Gudhjem og Svaneke. 
I dag er Ypnasted primært et lille eksklusivt sommerhusområde. Det sidste hus blev opført i starten af 1950'erne. Der er i øvrigt ikke opført andre huse i Ypnasted i nyere tid. 
Stedet blev fredet tilbage i 1950'erne, da sognet fik nys om, at der var planer om at udstykke marker til sommerhuse, og i dag medfører såvel strandbeskyttelseslinje som skovbyggelinje, at der ikke kan foretages kystnære bebyggelser.

## Historie og natur

### Oprindelse
Ypnasted er grundlagt omkring 1700. I 1814 blev den beskrevet som et sted med syv huse på bondejord. Kun tre beboere ernærede sig på det tidspunkt ved fiskeri. 

### Bebyggelse
Ypnasted var et lille fiskerleje. Husene var beskedne. Allerede i 1920'erne blev de første taget i brug som sommerboliger, og i dag er de fleste sommerhuse.
Ypnasted ligger isoleret og meget naturskønt. Stedets bevoksning slører de fleste huse, hvilket giver området en privat karakter og dæmper indtrykket af en samlet bebyggelse. Flere af husene har en meget flot og bred havudsigt. Der er mange gamle og velplejede bygninger, og byggeskikken slår igennem: Sortmalede trægavle med de karakteristiske husbrande.

### Kopra-stien
Stedet har på grund af sin idylliske placering været tiltrukket af kunstnere af alle slags, og sommerbornholmeren, skuespiller Robert Schmidt fandt en aftentur fra Ypnested mod nord gennem skoven med duftende kaprifolier som aldeles bedårende.
Efter blomstens bornholmske navn, "Kopatteranker" fandt han på at kalde stien for Kopra-stien, der lydmæssigt har et sammenfald med "Cobra"-malerne, men intet med dem at gøre.

### Geologi og historie
Ypnasted ligger for foden af den stejle klippekyst mellem Gudhjem og Svaneke. Landskabet er stærkt kuperet, og både nord og syd for Ypnasted markerer sprækkedalene sig. Kysten er indskåret og stenet. Langs kysten ved Ypnasted løber den gamle redningssti.
Der har gennem tiden været meget brug for vagter og redningsfolk på disse kanter i gamle dage, og stadigvæk kan man høre ældre mennesker tale om den store damper "Skolma", der lige ud for Årbjerget lagde sig højt oppe i klipperne en kold og blæsende 17. januar nat 1929. Den blev et "godt vrag" for Ypnested-fiskerne.

## Haralds Havn
Nord for Ypnasted havn ligger en lille mole kaldet Haraldshavn efter fiskeren Harald Hansen. Under den tyske besættelse blev der herfra udskibet mange flygtninge til Sverige, ligesom modstandsbevægelsen via havnen modtog betydelige våbensendinger. Alt sammen fordi havnen ligger så afsides. Der har aldrig udfoldet sig noget stort fiskeri fra denne havn. Før i tiden brugte fiskerne at hejse bådene op på molen, når storm var i anmarch.

## Navnet "Ypnasted"
Navnet "Ypnasted" skulle efter nogles opfattelse komme af, at Ypnestedgård midt på bakken i begyndelsen af 1600-tallet tilhørte en Ødbern Hanssen, og formodentlig er forleddet Ypne- det gammeldanske Øthbiorn, der kendes fra bornholmske runestene.

### Stavemåden "Ypnasted" vs "Ypnested"
I lighed med fx navnet "Balka" på Bornholm rører navnet "Ypnasted" ved et spørgsmål, der især var aktuelt i 1950'erne og 60'erne. "Balka" ender på -a som andre bornholmske navne, "Saltuna", "Ypna", "Holka". Men på et tidspunkt ønskede man at normalisere navne over hele Danmark og bruge e-endelser overalt. Meningen kan have været, at man ikke ville lade dialekterne bestemme, hvordan landets navne skal staves. Men bornholmerne syntes ikke, det var lige meget, om navnene blev skrevet med e eller a. I Ypnasted kom der skilte, hvor der stod "Ypnested." E'et blev hurtigt kradset væk. Man satte nye skilte med Ypnested op. Igen blev e'et kradset væk. Dette skete tre gange, før bornholmerne 'vandt'. Endebogstavet a er ikke svensk, som nogen måske vil tro, men østdansk. Det kendes fx i Skåne og Halland, og altså på Bornholm, der er den sidste del af de gamle østdanske lande. 
Den korrekte og officielle stavemåde er således "Ypnasted".